# 조정전치주의
조정전치주의(調停前置主義)란 어떤 사한을 결정하기 전에 법원의 조정절차가 있어야 한다는 것을 뜻한다. 조정전치주의는 협상 당사자 간의 성실한 교섭을 담보하고 법원의 조정노력을 통하여 분쟁을 평화적으로 해결하기 위한 목적을 가지고 있다.
대표적으로 혼인취소 등의 가사소송은 조정전치주의를 취하고 있다.

## 같이 보기
- 가사소송법